# یوس سایکربایک
یوس سایکربایک (هلندی: Jos Suijkerbuijk; ۲۰ آوریل ۱۹۲۹ – ۱ فوریهٔ ۲۰۱۵) دوچرخه‌سوار اهل هلند بود.